# Vuyo Dabula
Vuyo Dabula, né le 11 septembre 1976 à Mahikeng, est un mannequin, acteur et bodybuilder sud-africain. Il est surtout connu pour son rôle de Shandu Magwaza dans le drame policier de Netflix, Queen Sono.

## Début de la vie
Il fréquente le PH Moeketsi Agricultural High en 1995, puis il poursuit ses études au Wits Technikon, où il décroche son diplôme en un an en 1996. Il exprime son désintérêt pour la matière étudiée à des fins de carrière future et se découvre une passion pour le théâtre. Il décide ensuite de poursuivre des études en théâtre à l'AFDA Cape Town.

## Carrière
Il est surtout connu pour son rôle de Kumkani Phakade dans le feuilleton sud-africain Generations. Vuyo est également apparu dans Avengers : Age of Ultron (2015) et il joue le rôle principal dans le film Five Fingers for Marseilles de 2017 . Vuyo joue le rôle de Shandu, un espion devenu rebelle ainsi qu'un amoureux du personnage de Pearl Ainsi dans la première série originale africaine de Netflix, Queen Sono . En avril 2020, la série est renouvelée par Netflix pour une deuxième saison . Cependant, le 26 novembre 2020, il rapporte que Netflix a annulé la série en raison des défis de production provoqués par la pandémie de COVID-19 .

## Filmographie

### Film
| Année | Titre                         | Rôle                        | Remarques |
| ----- | ----------------------------- | --------------------------- | --------- |
| 2005  | Soldiers Of The Rock          | Vuyo                        |           |
| 2009  | Invictus                      | Presidential Guard          |           |
| 2013  | Mandela: Long Walk to Freedom | World Trade Centre Delegate |           |
| 2015  | Avengers: Age of Ultron       | Johannesburg Cop            |           |
| 2017  | Five Fingers for Marseilles   | Tau                         |           |
| 2022  | Collision                     | Bra Sol                     |           |

### Télévision
| Année        | Titre                    | Rôle                      |
| ------------ | ------------------------ | ------------------------- |
| 2011         | Wild at Heart            | Kane                      |
| 2014         | Kowethu                  | Mothusi                   |
| 2014-présent | Générations : l'héritage | Kumkani "Gaddafi" Phakade |
| 2020         | Queen Sono               | Shandu Magwaza            |
| 2023         | Unseen                   | Peter                     |
| 2023         | Uzalo                    | Bentley Majozi            |